# Pribaczewo
Pribaczewo, Pribačevo (maced. Прибачево) – wieś w północno-wschodniej Macedonii Północnej, w gminie Koczani.